# Gerald I. Shulman
Gerald I. Shulman, MD, PhD, MACP, MACE, FRCP, (* 1953) ist ein US-amerikanischer Arzt und Wissenschaftler, spezialisiert auf Endokrinologie und Stoffwechsel. Er ist George R. Cowgill Professor of Medicine (Endokrinologie) sowie Professor für Zelluläre und Molekulare Physiologie an der Yale School of Medicine. Außerdem ist Shulman Co-Direktor des Yale Diabetes Research Center.

## Ausbildung
Shulman erwarb 1974 einen Bachelor of Science in Biophysik an der University of Michigan, mit Auszeichnung („high honors and distinction“). 1979 erhielt er sowohl seinen M.D. als auch den Ph.D. in Physiologie an der Wayne State University. Von 1979 bis 1981 absolvierte er seine Facharztausbildung in Innerer Medizin am Duke University Medical Center. Anschließend schloss er ein klinisches und wissenschaftliches Fellowship in Endokrinologie und Stoffwechsel am Massachusetts General Hospital/Harvard Medical School von 1981 bis 1984 ab.

## Akademische Laufbahn
Shulman begann seine akademische Laufbahn an der Harvard Medical School als Dozent und später als Assistenzprofessor für Medizin von 1984 bis 1987. 1987 wechselte er an die Yale University als Assistenzprofessor für Medizin. 1989 wurde er außerordentlicher Professor und 1996 ordentlicher Professor sowohl für Innere Medizin als auch für Zelluläre und Molekulare Physiologie. Von 1987 bis 1993 war er zudem Dozent im Fachbereich Molekularbiophysik und Biochemie an der Yale University.
2009 wurde er als erster George R. Cowgill Professor of Physiological Chemistry an der Yale University ernannt, eine Position, die er bis heute innehat.
Von 1992 bis 2012 war Shulman stellvertretender Direktor sowohl des Yale Diabetes Endocrinology Research Center als auch des Yale Medical Scientist Training Program. Seit 2012 ist er Co-Direktor des Yale Diabetes Research Center.
Er war Mitglied der Herausgebergremien mehrerer Fachzeitschriften, darunter das Journal of Clinical Investigation, Cell Metabolism, Science Translational Medicine, sowie die Proceedings of the National Academy of Sciences. Zudem war er 21 Jahre lang Investigator des Howard Hughes Medical Institute und ist heute Investigator Emeritus.

## Forschung
|  | Dieser Artikel wurde auf der Qualitätssicherungsseite der Redaktion Chemie eingetragen. Dies geschieht, um die Qualität der Artikel aus dem Themengebiet Chemie formal und inhaltlich auf ein in der Wikipedia gewünschtes Niveau zu bringen. Wir sind dankbar für deine Mithilfe, bitte beteilige dich an der [[Wikipedia:Redaktion Chemie/Qualitätssicherung#Chemische Formeln mittels en:template:Chem sind hier nicht lesbar\|Diskussion]] (neuer Eintrag) oder überarbeite den Artikel entsprechend. |

[[Kategorie:Wikipedia:Qualitätssicherung Chemie|Chemische Formeln mittels en:template:Chem sind hier nicht lesbar#Wikipedia:Redaktion Chemie/Qualitätssicherung]]
An der Yale School of Medicine forschte Shulman zur Pathophysiologie von Insulinresistenz, MASLD, MASH, Typ-2-Diabetes (T2D) und verwandten kardiometabolischen Erkrankungen.
Sein Labor entwickelte und wandte neue Vorlage:Chem, Vorlage:Chem- und Vorlage:Chem-NMR-Techniken an, um den intrazellulären Glukose-, Lipid- und mitochondrialen Stoffwechsel in vivo zu messen. Diese Methoden ermöglichten eine nicht-invasive Echtzeit-Bewertung von Stoffwechselflüssen in spezifischen Geweben. Frühe Studien seiner Gruppe identifizierten Defekte bei der Insulin-stimulierten Muskelglykogensynthese bei Personen mit T2D, die auf eine reduzierte Glukosetransportaktivität zurückgeführt wurden. Spätere Forschungen erweiterten diese Erkenntnisse auf Personen mit Prädiabetes und Adipositas und zeigten, dass körperliche Betätigung diesen Defekt umgehen und die Insulinresistenz in den Muskeln umkehren kann.
Unter Verwendung von Vorlage:Chem-NMR berichtete Shulman, dass der intramyozelluläre Lipidgehalt die Muskelinsulinresistenz sowohl bei Erwachsenen als auch bei Kindern stark vorhersagt und dass der hepatische Lipidgehalt ein starker Prädiktor für die hepatische Insulinresistenz sowohl bei Menschen als auch in Nagetiermodellen von MASLD ist.
Sein Team zeigte, dass die lipidinduzierte Insulinresistenz in der Skelettmuskulatur auf eine beeinträchtigte Glukoseaufnahme zurückzuführen ist, die auf einer veränderten Insulinsignalisierung beruht, und widersprach damit der klassischen Randle-Zyklus-Hypothese.
Shulman postulierte, dass lipidinduzierte Insulinresistenz auf die Ansammlung von sn-1,2-Diacylglycerin (DAG) in der Plasmamembran zurückzuführen ist, was die Aktivierung neuartiger Protein-Kinase-C (nPKC)-Isoformen – PKCθ in der Skelettmuskulatur und PKCε in der Leber und im weißen Fettgewebe – zur Folge hat, was die Insulinsignalisierung beeinträchtigt.
Shulmans Labor untersuchte Interventionen wie Gewichtsverlust, Thiazolidinedione, Adiponectin, Leptin und leber-zielgerichtete mitochondriale Protonophore, um die Insulinresistenz durch Senkung des Plasmamembran-DAG und Hemmung des nPKC-Weges umzukehren.
Er war auch ein Pionier in der Entwicklung von Vorlage:Chem- und Vorlage:Chem-NMR-Methoden zur Messung der ATP-Synthese und mitochondrialen Oxidation in vivo. Sein Team identifizierte altersbedingte Rückgänge der mitochondrialen Fettoxidation, die mit Insulinresistenz bei älteren Personen und bei insulinresistenten Nachkommen von Menschen mit T2D in Verbindung gebracht wurden. Sie zeigten, dass eine chronische AMPK-Aktivierung die Mitochondrien-Biogenese durch eine erhöhte Expression von PGC-1α vorantreibt.
Shulman verwendete Vorlage:Chem-NMR, um die Raten der hepatischen Glykogenolyse und Glukoneogenese zu quantifizieren. Er zeigte, dass letztere nach einer Übernachtfastenzeit mehr als die Hälfte der hepatischen Glukoseproduktion ausmacht, was die Cahill-Hypothese widerlegte, der zufolge die hepatische Glykogenolyse nach einem nächtlichen Fasten zu >90 % der Glukoseproduktion beim Menschen beiträgt. Seine Gruppe wendete dieselbe Technik dann an, um die Raten der Glukoneogenese bei Patienten mit schlecht kontrolliertem T2D zu bewerten, und demonstrierte, dass praktisch ihre gesamte erhöhte Glukoseproduktion auf erhöhte Raten der Glukoneogenese zurückzuführen ist und dass Metformin die hepatische Glukoseproduktion bei diesen Personen durch die Verringerung der Rate der hepatischen Glukoneogenese senkt. Er zeigte auch, dass Metformin die hepatische Glukoneogenese unterdrückt, indem es den Komplex IV hemmt und den zytosolischen Redoxzustand verändert.
Sein Labor entwickelte die Positional Isotopomer NMR Tracer Analysis (PINTA)-Methode, um hepatische mitochondriale Flüsse zu messen. Damit zeigten sie Mechanismen auf, durch die Kalorienrestriktion Diabetes umkehrt, wie Leptin die Glukoneogenese während des Fastens aufrechterhält, wie der Glukose-Alanin-Zyklus die hepatische Fettoxidation reguliert und wie Glucagon die Glukoneogenese über den IP3R1-Rezeptor und CaMKII stimuliert.
Seine Forschung hat auch untersucht, wie Adiponectin, Leptin und Fibroblasten-Wachstumsfaktoren (FGF-1, FGF-19 und FGF-21) den hepatischen Glukosestoffwechsel regulieren. Im Gegensatz zur vorherrschenden Ansicht, dass Insulin die hepatische Glukoneogenese akut durch FoxO1-vermittelte transkriptionelle Repression unterdrückt, zeigte Shulmans Team, dass die Unterdrückung hauptsächlich durch die Hemmung der Lipolyse in weißen Adipozyten erfolgt, was den Fluss von Glycerin und Fettsäuren zur Leber reduziert. Dies führt zu einer verringerten Acetyl-CoA-Aktivierung der Pyruvatcarboxylase und einer geringeren Glycerin-abgeleiteten Glukoseproduktion. Sie zeigten weiterhin, dass erhöhte hepatische Acetyl-CoA- und Glycerin-Flüsse – resultierend aus der Entzündung des weißen Fettgewebes – Schlüsselfaktoren für die erhöhte Glukoneogenese in Nagetiermodellen von Typ-2-Diabetes (T2D) sind.
Basierend auf der sn-1,2 DAG–nPKC-Hypothese entwickelte Shulmans Labor leber-zielgerichtete mitochondriale Protonophore, die die hepatische Steatose, Insulinresistenz, Entzündung und Fibrose in Nagetier- und nicht-menschlichen Primatenmodellen von MASLD und MASH reduzieren. Diese Verbindungen sind in die klinische Bewertung gelangt.

## Ausgewählte Auszeichnungen
- Gewähltes Mitglied, American Society for Clinical Investigation (1990)[49]
- Outstanding Investigator Award for Clinical Research, AFCR (1995)
- Master of Arts (Ehrentitel), Yale University
- Outstanding Scientific Achievement Award, American Diabetes Association (1997)[50]
- Diabetes Care Research Award, JDRF International (1997)
- Gewählt in die Association of American Physicians (1997)[51]
- Fellow der International Society of Magnetic Resonance in Medicine (1998)[52]
- Novartis Investigator Prize in Diabetes (1999)[53]
- E.H. Ahrens Jr. Award, Association for Patient-Oriented Research (2001)
- Yamanouchi USA Foundation Award (2003)
- Distinguished Clinical Scientist Award, American Diabetes Association (2004)
- Gewählt in die National Academy of Medicine (2005)[54]
- Gewählt in die National Academy of Sciences (2007)[55]
- Naomi Berrie Award for Outstanding Diabetes Research, Columbia University (2007)[9]
- Stanley J. Korsmeyer Award, ASCI (2008)[56]
- Distinguished Leader in Insulin Resistance Award (2008)
- Fellow der American Association for the Advancement of Science (2009)[57]
- Outstanding Clinical Investigator Award, Endocrine Society (2012)[58]
- Sir Philip Randle Award, Biochemical Society (2013)[59]
- Master, American Association of Clinical Endocrinology (2015)[60]
- Solomon Berson Award, American Physiological Society (2016)
- Inaugural Fellow, American Physiological Society (2016)[61]
- Distinguished Alumni Award, Wayne State University (2016)[62]
- Banting Medal for Lifetime Scientific Achievement, American Diabetes Association (2018)[63]
- Gewählt in die American Academy of Arts and Sciences (2018)[64]
- Arthur Riggs Award, City of Hope (2019)
- Stanley Mirsky Award, Icahn School of Medicine at Mount Sinai (2019)[65]
- Samuel Eichold II Memorial Award, American College of Physicians (2020)[66]
- Manpei Suzuki International Prize for Diabetes Research (2021)[67]
- Master, American College of Physicians (2021)[68]
- Fellow of the Royal College of Physicians (2021)[69]
- EASD-Lilly Centennial Anniversary Prize for Landmark Discoveries in Diabetes, European Association for the Study of Diabetes (2023)[70]
- Bodil Schmidt-Nielsen Distinguished Mentor and Scientist Award, American Physiological Society (2024)[71]